# Lhota (Chudeřice)
Lhota, někdy označovaná též Haškova Lhota, je zaniklá vesnice, která se nalézala východně od obce Chudeřice na rozhraní katastrálních území obcí Chýšť a Chudeřice na hranicích Královéhradeckého a Pardubického kraje. Do dnešních dob se po této vesnici dochovalo pouze pomístní označení lesa a malého lesního rybníčku Lhotáček.

## Historie
O vsi se dochovaly písemné zprávy z let 1454–1670. Vesnice zanikla pravděpodobně během husitských válek, poněvadž Chlumecký urbář z roku 1571 ji uvádí už jenom jako lesy Na Lhotách.